# Volcanic Repeating Arms

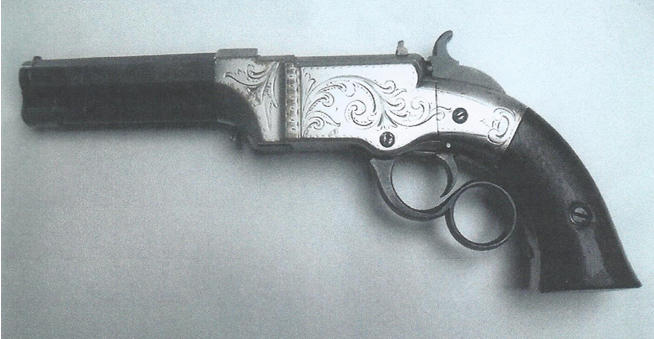
A Volcanic Pocket Pistol

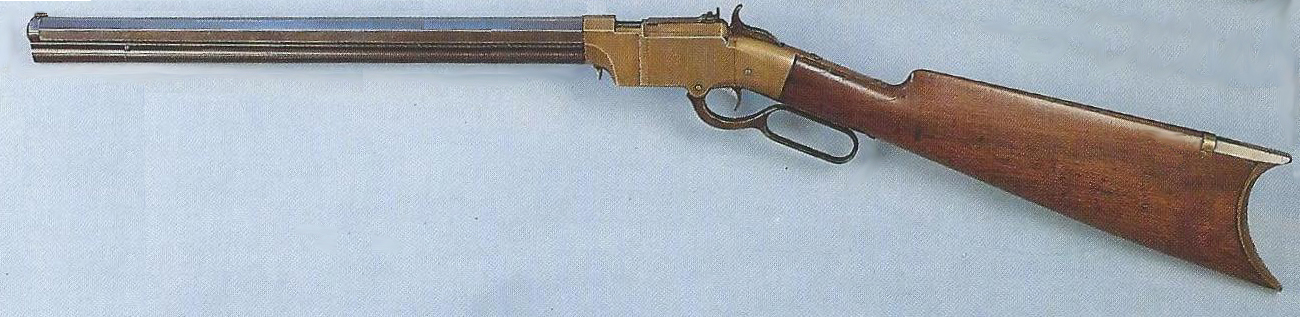
O Volcanic rifle, com cano de 16 1/2 polegadas

A Volcanic Repeating Arms Company foi fundada em 1855 por Horace Smith e Daniel B. Wesson para desenvolver a munição e o sistema de disparo por "ação de alavanca" de Walter Hunt. A Volcanic fez uma versão melhorada da munição Rocket Ball e também versões de pistola e fuzil da arma de ação por alavanca para dispará-lo. Enquanto a Volcanic Repeating Arms Company teve vida curta, encerrou as atividades em 1856, suas descendentes, Smith & Wesson e Winchester Repeating Arms Company, tornaram-se grandes fabricantes de armas.